# Tunnel de Chamoise
Le tunnel de Chamoise est un tunnel autoroutier français situé dans l'Ain, emprunté par l'autoroute A40 (au km 122,5).

## Localisation
Le tunnel est situé sur les territoires des communes de  Nantua et de Saint-Martin-du-Frêne. Il traverse le plateau de Chamoise.

## Historique
Le premier tube du tunnel (le tube nord) est mis en service en 1986 lors de l'ouverture de la section Bourg-sud - Sylans de l'autoroute. Le second tube (le tube sud) est mis en service en 1995.

## Caractéristique
Le tunnel de Chamoise est constitué de 2 tubes de longueurs de 3 300 m (tube nord) et 3 264 m (tube sud). 